# Franciszek Sobolak
Franciszek Sobolak (ur. 1 grudnia 1862 w Maksymówce, zm. 26 lipca 1936 tamże) – polski rolnik, polityk i działacz społeczny, poseł na Sejm I kadencji w II RP z ramienia Związku Ludowo-Narodowego.

## Życiorys
Ukończył szkołę ludową w Zbarażu.
Pochodził z Maksymówki, gdzie prowadził gospodarstwo i posiadał młyn gazowy. W latach 1881-1884 służył w 15 pułku piechoty cesarsko-królewskiej armii. Ze względów patriotycznych zrezygnował z kariery podoficera zawodowego. Pod zaborami kolportował prasę narodową m.in. „Wieniec” i „Pszczółkę”, „Przegląd Lwowski” oraz „Gazetę Narodową”. W 1904 bezskutecznie kandydował w wyborach uzupełniających do Sejmu Krajowego. Podczas rewolucji 1905 zakładał kółka rolnicze, czytelnie i przyczynił się do budowy kościoła w Maksymówce. Przez pewien czas był członkiem powiatowego zarządu Komitetu Narodowego w Zbarażu. Był kierownikiem założonej w 1906 czytelni Towarzystwa Szkoły Ludowej w Maksymówce. Był także członkiem gminnej i powiatowej Organizacji Narodowej. Od 1907 członek Stronnictwa Narodowo-Demokratycznego. W 1909 wszedł w skład komitetu głównego Stronnictwa Demokratyczno-Narodowego w Galicji.  W 1907 i 1911 był zastępcą posła Jana Zamorskiego w Radzie Państwa. Brał udział w akcji mającej przeszkodzić wybuchowi powstania w Królestwie Kongresowym.
W wyborach w 1922 uzyskał mandat z listy nr 8 (Chrześcijański Związek Jedności Narodowej) w okręgu wyborczym nr 54 (Tarnopol). Zasiadł w klubie Związku Ludowo-Narodowego. Był członkiem komisji odbudowy kraju i zastępcą członka w komisji administracyjnej. Podczas wyborów w 1928 był członkiem prezydium Komitetu Wyborczego Katolicko-Narodowego. W latach 30. prezes powiatowego oddziału Stronnictwa Narodowego.
Zmarł 26 lipca 1936 w Maksymówce. 29 lipca został pochowany na lokalnym cmentarzu.

## Rodzina
Był synem Floriana, powstańca styczniowego, i Franciszki z Kozłowskich. Jego dziad był powstańcem listopadowym. W 1889 ożenił się z Elżbietą Ciesielską.